# Cucumaria compressa
Cucumaria compressa is een zeekomkommer uit de familie Cucumariidae.
De wetenschappelijke naam van de soort werd in 1898 gepubliceerd door Rémy Perrier.